# Mens rea
En latín mens rea (en español ‘mente culpable’) se refiere al conocimiento, intención, ánimo o conciencia que se tiene al momento de perpetrar una conducta ilícita en general. También se le puede traducir al español (España) como Dolo. Significa voluntad deliberada de cometer un delito a sabiendas de su ilicitud.